# WordPerfect (software)
WordPerfect (kortweg WP) is een tekstverwerkingspakket dat ontwikkeld wordt door Corel. Sinds 2015 wordt het enkel nog ontwikkeld voor Microsoft Windows.

## Voorgeschiedenis
WordPerfect was omstreeks 1990 wereldwijd de populairste tekstverwerker voor een DOS-pc. Vanaf de introductie van Windows (versie 3.1) met daarin de TrueType-fonts, raakte WordPerfect langzaam maar zeker uit de gratie. De agressieve marketing en prijsstelling van Microsoft Word, de bevoorrechte positie van Microsoft bij de productie van Windows-programma's en de verspreiding van geruchten over fouten in WordPerfect, hebben daar ook aan bijgedragen; rond 1992 zakte de prijs van de tekstverwerkers in Nederland van (omgerekend) circa 700 euro naar minder dan 150 euro tijdens de campagne Nederland stapt over.
Alhoewel het pakket het meest bekend is van zijn DOS- en Windowsversies, draaide het op diverse besturingssystemen en computers, zoals Unix, VMS, Data General, System/370, AmigaOS, Atari, Mac OS, OS/2 en NeXTSTEP. Daardoor was het voor de uitgifte van StarOffice/OpenOffice.org het eerste multiplatform-kantoorpakket.
De makers van WordPerfect hebben in de jaren negentig meerdere malen geprobeerd van het product meer te maken dan alleen een tekstverwerker. Er werden steeds meer functies aan het pakket toegevoegd, zoals grafische en opmaakfuncties. Verder werd er ook e-mail en documentbeheer aan de suite toegevoegd, met als resultaat het ontstaan van het pakket WordPerfect Office.

## Geschiedenis en het gebruik van WP op verschillende platformen

### WordPerfect voor DOS

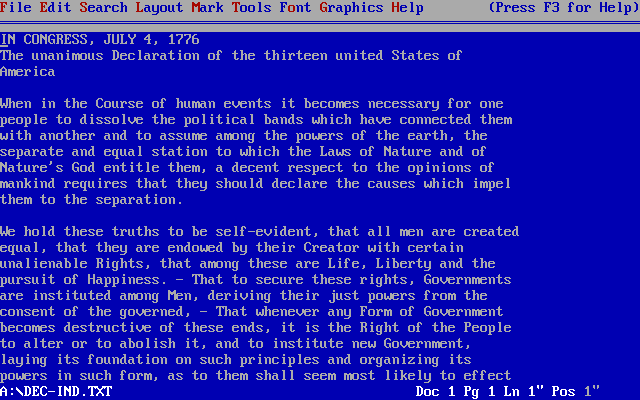
Het bewerkingsscherm van WP5.1 (zonder het onderwaterscherm)

WordPerfect werd oorspronkelijk door Bruce Bastian en dr. Alan Ashton ontwikkeld. Zij richtten in 1979 Satellite Software International, Inc. op. Hun vestiging was in Orem, Utah in de VS. De onderneming had een mormoonse signatuur. Later werd het de WordPerfect Corporation. De eerste publieke versie van WP werd oorspronkelijk ontwikkeld voor Data General-minicomputers. In 1982 werd het mogelijk gemaakt WP op IBM PC's en daarmee compatibele computers te gebruiken. Deze eerste versie voor DOS kreeg de naam WordPerfect 2.20. De doorbraak van de tekstverwerker volgde in 1986 met WordPerfect 4.2, vanwege de geavanceerde tekstverwerkingsmogelijkheden voor die tijd: automatische paragraafnummering en de verwerking van lange voetnoten. Door deze mogelijkheden verdrong WP concurrent WordStar van de markt. In tegenstelling tot WordStar dat alleen de Ctrl-toets gebruikte, gebruikte WordPerfect voor bijna elke functie een combinatie van de Ctrl-, Alt- en Shift-toets, in combinatie met andere toetsen.
Tot dan toe zag de gebruiker het resultaat pas wanneer het werd geprint. De tekst in het bestand, waarin de gebruiker werkte, kwam niet overeen met het papieren resultaat. De gebruiker kon het beeldscherm in tweeën splitsen, waarbij de gebruiker zelf in de onderste helft veranderingen in de stuurcommando's kon doorvoeren.
Met WordPerfect 5.1, dat in 1989 verscheen, kon de gebruiker een voorbeeld van het resultaat op het scherm laten zien, maar het was nog geen wysiwyg. WP 5.1 werd de meest succesvolle versie van WP, met onder meer een geïntegreerd rekenblad, de mogelijkheid om figuren in documenten te voegen en een formule-editor. WordPerfect 6 draaide in tegenstelling tot de andere DOS-versies in een grafische modus, die op een wysiwyg wijze lettertypes en teksteffecten vet cursief en onderstrepen weergaf, daar waar deze in vorige versies traditioneel door verschillende kleuren of achtergronden van de letters werden aangegeven. Ook beschikte het programma inmiddels over de mogelijkheid macro te definiëren. Deze macro-commando's werden in WordPerfect 6.0 uitgebreid tot de programmeertaal PerfectScript.

### De overgangsperiode
WordPerfect nam pas laat de beslissing om een Windowsversie te ontwikkelen. Zo hebben de programmeurs van WordPerfect rond 1991 geprobeerd WordPerfect onder Windows precies zo te laten werken als WordPerfect 5.1 voor DOS. Daarentegen werd Word vanaf de grond opgebouwd voor Windows en had Microsoft Word 2.0 op dat moment al ontwikkeld. Het strikte vasthouden van de makers van WP aan de toetsencombinaties van de DOS-versies van de tekstverwerker in tegenstelling tot een grafische interface die gecentraliseerd was rond menu's en bediend werd met de muis, bleek voor veel nieuwe gebruikers van Windows juist een handicap. Voor WordPerfect betekende dit het begin van de terugval in marktaandeel.
WordPerfect veranderde in de overgangsperiode in de eerste helft van de jaren 90 verschillende malen van eigenaar. Deels door een gebrek aan visie voor het programma, bevatten enkele van de eerste Windowsversies nogal wat programmeerfouten. Bovendien had Microsoft toen een agressieve marketingcampagne op touw gezet (die een rechtszaak wegens monopolievorming opleverde), die ervoor zorgde dat de verkopen van WP daalden. Deze klap is het niet meer te boven gekomen, alhoewel het programma nog altijd gebruikt wordt, vooral in bepaalde nichemarkten.
In 1993 ging WordPerfect Corporation een co-licentie aan met Borland Software Corporation en werd het een onderdeel van een kantoorpakket. Dit bevatte WordPerfect, Quattro Pro, Borland Paradox en een LAN-gebaseerd groupware-pakket WordPerfect Office (niet te verwarren met de complete set kantoortoepassingen die later onder dezelfde naam werden gecommercialiseerd door Corel).

#### Novell
Novell vond de verzameling kantoorapplicaties die de twee bedrijven samen ontwikkelden een waardevolle uitbreiding op zijn Netware-besturingssysteem en nam in juni 1994 WordPerfect over. WordPerfect Office werd omgedoopt tot GroupWise. Later verkocht Novell de tekstverwerker WordPerfect door, maar behield GroupWise.
Tot ruim 10 jaar na de doorverkoop was de geschiedenis nog steeds in de directory-structuur van Groupwise af te lezen. GroupWise werd toen nog in een WPOFF-directory geïnstalleerd. Inmiddels is dit aangepast.

### Corel en WordPerfect voor Windows
Sinds 1996 is WordPerfect eigendom van Corel, dat ook bekend is van het tekenpakket CorelDraw. De laatste Nederlandstalige versie is 9.0, daterend van 2000. WordPerfect heeft met de enkel voor Windows verkrijgbare, Engelstalige versie X8 (wat een marketingterm is voor versie 18) uitgebreide ondersteuning voor HTML, XML, SGML en PDF, alsook de documentformaten van MS Office.
Het bedrijf Interdata realiseerde een Nederlandstalige interface voor WP 12, X3 en X5.
Nadat Corel WordPerfect had overgenomen, heeft dat bedrijf geprobeerd om er functies aan toe te voegen. Dit werd mede noodzakelijk vanwege de felle concurrentie van Microsoft met Microsoft Office.
De WordPerfect Office Suite van Corel bestaat uit de tekstverwerker WordPerfect, de spreadsheet Quattro Pro, de database Paradox en het presentatiepakket Corel Presentations, aangevuld met wat kleinere programma's en een grote hoeveelheid lettertypes en tekeningen.
WordPerfect heeft al langere tijd standaard een spellingcontrole, grammaticacontrole en een synoniemenlijst in het softwarepakket.

### WordPerfect voor Linux
In 1996 werd WordPerfect 6.0 voor Linux ter beschikking gesteld als een onderdeel van Caldera's internetofficepakket. Tegen het einde van 1997, was er een nieuwere versie beschikbaar als een download, maar deze moest aangekocht worden voor deze geactiveerd werd. Hopende dat Corel zichzelf een goede positie in de Linuxmarkt kon bemachtigen, ontwikkelde Corel zijn eigen Linuxdistributie.
Hoewel de Linuxdistributie goed ontvangen werd door de Linuxgemeenschap, was de respons op WordPerfect voor Linux gemengd. Verschillende Linuxadepten verwelkomden de beschikbaarheid van een welbekend pakket voor het besturingssysteem. Het pakket werd ook bekritiseerd, bijvoorbeeld door fanatieke aanhangers van opensourceprogramma's omwille van de komst van een commercieel pakket in een wereld die gedomineerd wordt door vrije software. WordPerfect 9.0 maakte gebruik van Wine, wat de stabiliteit van WordPerfect onder Linux niet altijd ten goede kwam.
Hoewel de verkopen initieel hoog waren, kon WP niet direct een vaste voet aan de grond krijgen binnen de Linux-wereld. Door een verandering in de strategie van Corel en wegens een akkoord en investering van Microsoft in Windows werd de ontwikkeling van WP voor Linux stopgezet. In april 2004 werd WordPerfect 8.1 (de laatste Linux-versie) heruitgebracht met enkele updates als een soort test. Sinds 2005 is WordPerfect voor Linux echter niet meer te koop.

### WordPerfect voor Mac OS
De ontwikkeling van WordPerfect voor het Apple Macintosh-platform liep niet gelijkmatig met de ontwikkeling voor andere besturingssystemen. De initiële versie leek op de DOS-versie en was niet succesvol. Versie 2 werd totaal herschreven volgens Apples richtlijnen voor de gebruikersinterface. Versie 3 was hierop een doorontwikkeling en maakte extensief gebruik van de technologieën die Apple introduceerde in versie 7.0-7.5 van Mac OS, terwijl het snel bleef draaien op oudere systemen. Versie 3.5 werd in 1996 door Corel uitgebracht, maar de ontwikkeling werd nadien stopgezet.
Gedurende verschillende jaren konden Mac-gebruikers de WP 3.5e voor Mac OS gratis downloaden van Corels website. Het programma is vanaf sommige sites nog steeds te downloaden. Deze versie is te draaien door gebruik te maken van de Classic environment onder Mac OS X. Alternatieven voor het gebruik van WP zijn het draaien van een Windows-emulatorprogramma (zoals Virtual PC voor de Mac) en het installeren van de laatste versie van WordPerfect.

## Kwaliteiten
WordPerfect wordt vooral geroemd om:
- de grote controle die de gebruiker heeft over de uiteindelijke opmaak
- de mogelijkheid tot opschonen van overbodige opmaakcodes door het ALT-F3-'onderwaterscherm' ("Reveal codes" in de Engelstalige versie): het documentscherm kan in tweeën gedeeld worden waarbij in de onderste helft alle (verborgen) opmaakcodes te zien en te bewerken zijn
- het werken met lange documenten
  - door de wijze waarop referenties en inhoudstabellen aangemaakt worden
  - de wijze waarop opmaakstijlen gebruikt worden
  - de mogelijkheid om eigen tellers toe te voegen en te koppelen aan opmaakstijlen,
- de grote compatibiliteit
  - met oude Windowsversies van WP kunnen de documenten van de meest recente WordPerfect-versies probleemloos ingelezen en bewerkt worden (met uitzondering van de recent toegevoegde opties in het programma)
  - met een groot scala aan zowel stokoude als zeer recente documentformaten van eigen en concurrerende programma's
  - de emulatie van de gebruikersomgeving (toetsencombinaties en menu's) van oude versies van het programma, alsook van Word en Lotus WordPro

## Wielersponsor
- WordPerfect was op het hoogtepunt van zijn populariteit (begin jaren 90) de sponsor van een gelijknamig wielerteam.

## Versie-overzicht
| Jaar | DOS | Apple II | Macintosh | NeXT  | Windows   | Linux | Java                 |
| ---- | --- | -------- | --------- | ----- | --------- | ----- | -------------------- |
| 1982 | 2.2 |          |           |       |           |       |                      |
| 1983 | 3.0 |          |           |       |           |       |                      |
| 1984 | 4.0 |          |           |       |           |       |                      |
| 1985 | 4.1 | 1.0      |           |       |           |       |                      |
| 1986 | 4.2 | 2.0      |           |       |           |       |                      |
| 1988 | 5.0 |          | 1.0       |       |           |       |                      |
| 1989 | 5.1 |          |           |       |           |       |                      |
| 1990 |     |          | 2.0       |       |           |       |                      |
| 1991 |     |          |           | 1.0.1 | 5.1       |       |                      |
| 1992 |     |          |           |       | 5.2       |       |                      |
| 1993 | 6.0 |          | 3.0       |       | 6.0       |       |                      |
| 1995 | 6.1 |          | 3.5       |       |           |       |                      |
| 1996 |     |          |           |       | 7.0       | 6.0   |                      |
| 1997 | 6.2 |          | 3.5e      |       | 8.0       |       | WordPerfect for Java |
| 1999 |     |          |           |       | 9.0 *     | 8.1   |                      |
| 2000 |     |          |           |       |           | 9.0   |                      |
| 2001 |     |          |           |       | 10.0 *    |       |                      |
| 2003 |     |          |           |       | 11.0 *    |       |                      |
| 2004 |     |          |           |       | 12.0 *    |       |                      |
| 2006 |     |          |           |       | X3 *      |       |                      |
| 2008 |     |          |           |       | X4 *      |       |                      |
| 2010 |     |          |           |       | X5 *      |       |                      |
| 2012 |     |          |           |       | X6 *      |       |                      |
| 2014 |     |          |           |       | X7 * + ** |       |                      |
| 2016 |     |          |           |       | X8 *      |       |                      |
| 2018 |     |          |           |       | X9 *      |       |                      |
| 2021 |     |          |           |       | 2021 *    |       |                      |

(* - onderdeel van WordPerfect Office)
(** In Canada en VS, nog niet in Europa. Ondersteunt nu HTML5, pdf-invulformulieren en werkt nu ook op iPad)

## Concurrerende pakketten
- Calligra Suite, het kantoorsoftwarepakket van KDE
- Microsoft Office, het meest gebruikte kantoorsoftwarepakket
- Apache OpenOffice/LibreOffice, vrije of deels vrije kantoorsoftwarepakketten